# Proença-a-Nova
Proença-a-Nova ist eine Vila (Kleinstadt) und Ein Kreis (Concelho) in Portugal mit 4248 Einwohnern (Stand 30. Juni 2011).

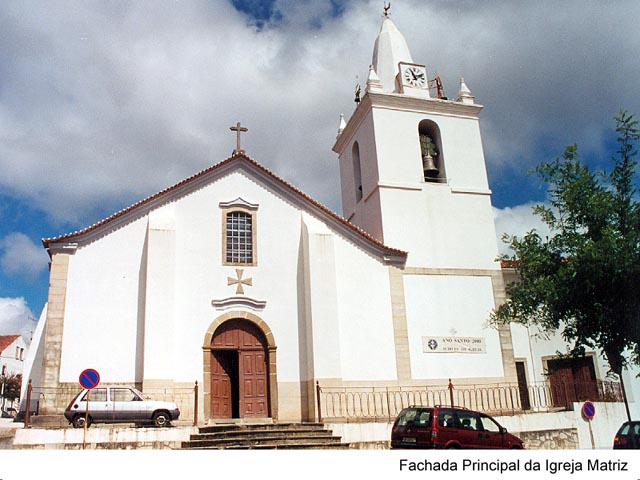
Die Hauptkirche von Proença-a-Nova

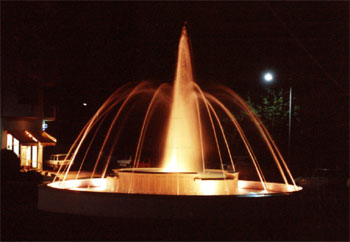
Der nächtlich angestrahlte Brunnen in Proença-a-Nova

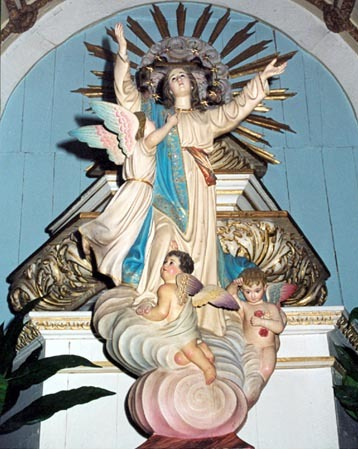
Figur der Schutzpatronin Nossa Senhora da Assunção (dt.: Unsere Liebe Frau der Auferstehung) in der Hauptkirche

## Geschichte
Seine ersten Stadtrechte (Foral) erhielt der Ort 1244, noch unter dem Namen Cortiçeiro (von Portugiesisch: Cortiça, dt.: Kork). Im Zuge seiner Verwaltungsreformen bestätigte König Manuel I. im Jahr 1512 die Stadtrechte, mit denen gleichzeitig der Ortsname in Vila Melhorada (dt.: verbesserte Kleinstadt) geändert wurde. Im 16. Jahrhundert erhielt der Ort dann seinen heutigen Namen. 
Im Verlauf der Napoleonischen Kriege auf der Iberischen Halbinsel erlebte der Ort um 1810 starke Zerstörungen durch die französischen Truppen. Im Verlauf der folgenden Liberalen Revolution in Portugal wandte sich die zuvor absolutistisch gesinnte Bevölkerung den Liberalen zu. Als 1828 absolutistische Truppen auf dem Weg ins liberale Coimbra hier lagerten, wurden die Soldaten von der Bevölkerung dazu gebracht, sich zu erheben und sich dem schließlich siegreichen Aufstand der Liberalen anzuschließen.
Bis 1834 gehörte Proença-a-Nova zum Distrikt Santarém, um seither zum Distrikt Castelo Branco zu gehören.

## Kultur und Sehenswürdigkeiten
Zu den zahlreichen geschützten Baudenkmälern des Kreises zählen historische öffentliche Gebäude, Brunnenanlagen, historische Häuser, und eine Vielzahl von Sakralbauten, darunter die Hauptkirche Igreja Paroquial de Proença-a-Nova (auch Igreja de Nossa Senhora da Assunção), eine im 18. Jahrhundert umgebaute, barocke und manieristische Elemente zeigende Kirche aus dem 16. Jahrhundert. Auch die Römerbrücke von Proença-a-Nova, die Ponte Romana do Malhadal, steht unter Denkmalschutz.
Proença-a-Nova verfügt über einen Stadtpark, den Jardim de Santa Margarida, und über zwei mit umfangreicher Infrastruktur versehene Flussbäder, von denen die Praia Fluvial de Aldeia Ruiva als besonders behindertengerecht ausgezeichnet wurde.
Das Dorf Figueira gehört zur Route der Aldeias do Xisto, den durch Wanderwege verbundenen und gemeinsam vermarkteten, traditionellen Schieferdörfern der Region. Von den acht ausgeschilderten Wanderwegen im Kreis Proença beginnt der PR8 in Proença-a-Nova selbst und endet in Figueira. Proença-a-Nova gehört auch zum Geopark Naturtejo, entlang der Wanderwege PR2 und PR6 bieten Miradouros Ausblicke auf Felsformationen, natürliche Seen und Wasserfälle, Vogelbeobachtung ist hier ebenso möglich.
Eine Reihe Häuser des Turismo rural sind in zumeist historischen Gebäuden untergebracht.

## Verwaltung

### Kreis
Proença-a-Nova ist Verwaltungssitz eines gleichnamigen Kreises. Die Nachbarkreise sind (im Uhrzeigersinn im Norden beginnend): Oleiros, Castelo Branco, Vila Velha de Ródão, Mação sowie Sertã.
Mit der Gebietsreform im September 2013 wurden mehrere Gemeinden zu neuen Gemeinden zusammengefasst, sodass sich die Zahl der Gemeinden von zuvor sechs auf vier verringerte.
Die folgenden Gemeinden (Freguesias) liegen im Kreis Proença-a-Nova: 

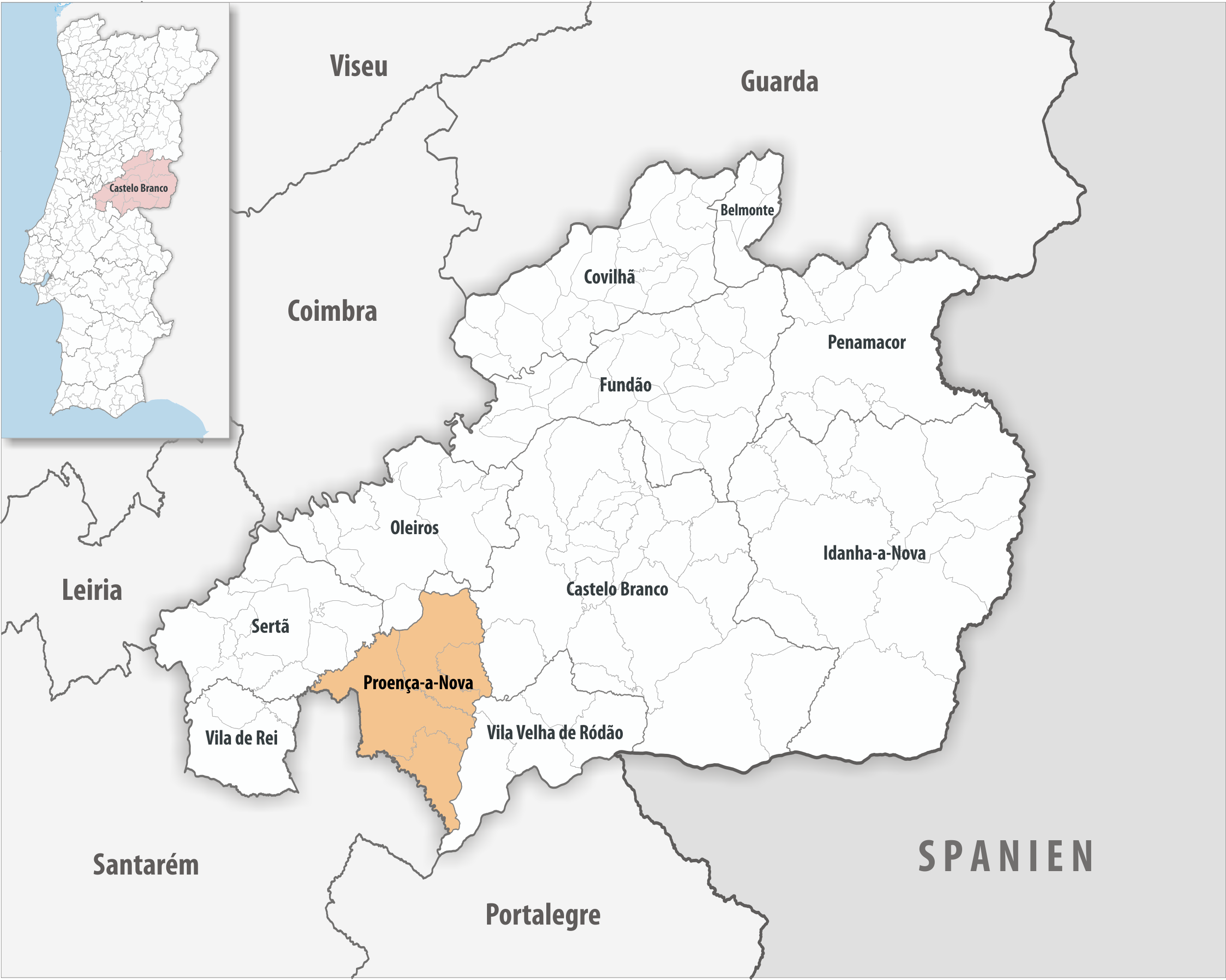
Kreis Proença-a-Nova

| Gemeinde                           | Einwohner (2021) | Fläche km² | Dichte Einw./km² | LAU- Code |
| ---------------------------------- | ---------------- | ---------- | ---------------- | --------- |
| Montes da Senhora                  | 625              | 36,73      | 17               | 050802    |
| Proença-a-Nova e Peral             | 4.498            | 171,51     | 26               | 050807    |
| São Pedro do Esteval               | 406              | 68,50      | 6                | 050805    |
| Sobreira Formosa e Alvito da Beira | 1.638            | 118,66     | 14               | 050808    |
| Kreis Proença-a-Nova               | 7.167            | 395,40     | 18               | 0508      |

### Bevölkerungsentwicklung
| Einwohnerzahl im Kreis Proença-a-Nova (1801–2011) | Einwohnerzahl im Kreis Proença-a-Nova (1801–2011) | Einwohnerzahl im Kreis Proença-a-Nova (1801–2011) | Einwohnerzahl im Kreis Proença-a-Nova (1801–2011) | Einwohnerzahl im Kreis Proença-a-Nova (1801–2011) | Einwohnerzahl im Kreis Proença-a-Nova (1801–2011) | Einwohnerzahl im Kreis Proença-a-Nova (1801–2011) | Einwohnerzahl im Kreis Proença-a-Nova (1801–2011) | Einwohnerzahl im Kreis Proença-a-Nova (1801–2011) | Einwohnerzahl im Kreis Proença-a-Nova (1801–2011) |
| ------------------------------------------------- | ------------------------------------------------- | ------------------------------------------------- | ------------------------------------------------- | ------------------------------------------------- | ------------------------------------------------- | ------------------------------------------------- | ------------------------------------------------- | ------------------------------------------------- | ------------------------------------------------- |
| 1801                                              | 1849                                              | 1900                                              | 1930                                              | 1960                                              | 1981                                              | 1991                                              | 2001                                              | 2011                                              |                                                   |
| 3021                                              | 4187                                              | 11.451                                            | 14.973                                            | 17.552                                            | 11.953                                            | 11.088                                            | 9610                                              | 8314                                              |                                                   |